# 李漢燮
李 漢燮（イ・ハンソプ、朝鮮語: 이한섭、1966年4月30日 - ）は、大韓民国のアーチェリー選手でオリンピック金メダリストである。ソウルで開催された1988年夏季オリンピックに出場し、アーチェリー団体で韓国代表チームとして金メダルを獲得した 。